# 12-й Октябрь (Алтайский край)
12-й Октябрь — исчезнувший посёлок в Благовещенском районе Алтайского края. Располагался на территории современного Шимолинского сельсовета. Ликвидирован в 1970-е годы.

## География
Поселок располагался в 11 км к северо-западу от села Шимолино, на северной окраине заболоченной устьевой области реки Кулунда.

## История
Был основан в конце 1920-х годов, как сельскохозяйственная коммуна «Красный колос». В 1929 году в честь 12-й годовщины Октябрьской революции коммуна была преобразована в сельскохозяйственную артель «12-й Октябрь». Посёлок был исключен из учётных данных в 1970-е годы.